# Інтегральна оптика
Інтегра́льна о́птика — це розділ оптики, в якому розглядається передача оптичних хвиль через планарні оптичні хвилеводи.
У ширшому розумінні, Інтегральна оптика — це розділ сучасної оптики, який займається дослідженням процесів розповсюдження оптичних хвиль в планарних тонкоплівкових діелектричних хвилеводах, проблемами вводу (виводу) випромінювання у такі хвилеводи, а також питаннями генерації і детектування світлових пучків в таких хвилеводах та керування ними з метою створення нових інтегрально-оптичних схем, які аналогічні за своїм функціональним призначенням існуючим інтегральним електронним схемам на напівпровідниках.

## Історія становлення інтегральної оптики
Термін «інтегральна оптика» з'явився наприкінці 1960 років. У вересневому випуску журналу «Bell System Technical Journal» 1969 року була опублікована стаття Е. Міллера «Інтегральна оптика: вступ», яка свідчила про народження нової області прикладної фізики та радіоелектроніки — інтегральної оптики.
Основними елементами інтегральної оптики є оптичні планарні хвилеводи. Діелектричні планарні хвилеводи були добре відомі ще задовго до 1969 р. Їх розробки велися ще з 1910 р. Використовувалися вони на той час в основному в НВЧ-техніці, і лише в 1965 році Андерсон і його група з допомогою техніки фотолітографії створили перші тонкоплівкові хвилеводи, а також інші планарні компоненти і схеми для роботи в інфрачервоній області спектру. Для цієї вперше розробленої техніки вони використовували термін «квазімікрохвильова оптика».
Паралельно з розробками діелектричних тонкоплівкових хвилеводів проводились дослідження їх характеристик. 1960-ті роки можна вважати початком вивчення різноманітних явищ в тонких діелектричних плівках. Хоча й проводились вони на той час з іншою метою, більшість з таких досліджень в кінцевому результаті зосередились на проблемах, які сьогодні належать до області інтегральної оптики.
Паралельно з розробками й дослідженнями планарних оптичних хвилеводів проводились роботи по діелектричних оптичних хвилеводах круглого перерізу — оптичних волокнах, які також сприяли підвищенню інтересу в ті часи і до планарних оптичних хвилеводів. В той час як розробки волоконних оптичних хвилеводів проводились з метою їх застосування для передачі світла на великі відстані, виготовлення планарних хвилеводів було викликано в основному застосуваннями, пов'язаними з поширенням оптичних поверхневих хвиль на короткі віддалі. Такі застосування планарних хвилеводів привели до використання оптичних поверхневих хвиль у схемах процесорів. Тому, в 1968 році з'явились такі терміни як «оптичні інтегральні процесори» та «оптичні інтегральні схеми». В результаті скорочення цих виразів в 1969 році і виник термін «інтегральна оптика», який був введений Міллером. Міллер не тільки придумав цю назву, а й дав початок інтенсивним дослідженням в цій області.

## Відмінності
На відміну від інтегральної електроніки, інтегральна оптика використовує як носія інформації не потік електронів, а потік фотонів, тобто світло. З цього й випливають основні переваги інтегрально-оптичних схем: висока швидкодія, широка смуга пропускання, низькі оптичні втрати, нечутливість до електромагнітних завад, а також малі габарити, мала маса, нечутливість до вібрацій в порівнянні з аналогічними об'ємними оптичними схемами та нижча їх вартість.